# 耿桂芳
耿桂芳（1937年—），女，河北饶阳人，中国跳伞运动员。

## 生平
1959年1月8日，耿桂芳和崔秀英、赫建华在开封市跳伞塔以距靶心平均2.69米的成绩，打破了苏联运动员于1957年创造的7.07米的1500米日间集体联合定点着陆跳伞的世界纪录，被载入《中华人民共和国大事记》。